# Koninkrijk Portugal
Het koninkrijk Portugal was een koninkrijk op het Iberisch Schiereiland. In de 11e eeuw scheidde het koninkrijk Portugal zich van het koninkrijk León af, waarmee de banden in 1385 definitief werden verbroken. Het koninkrijk bestond van 1139 totdat het vervangen werd door de Eerste Portugese Republiek na de Koningsmoord van Lissabon in 1908 en de Revolutie van 5 oktober 1910. 

## Oorsprong en einde
Het tweede graafschap Portugal (1093-1139), opvolger van het eerste graafschap (868-1071), werd een koninkrijk op 26 juli 1139 toen Alfons I in Lamego werd uitgeroepen tot koning van Portugal.
In 1908 werd koning Karel I gedood in een koningsmoord te Lissabon. De Portugese monarchie duurde nog tot 5 oktober 1910, toen het werd omvergeworpen door een revolutie en Portugal tot een republiek werd uitgeroepen. De omverwerping van de Portugese monarchie in 1910 leidde tot een 16 jaar durende strijd om de parlementaire democratie te steunen onder republicanisme.

## Portugese Rijk
Vanaf begin 15e eeuw bouwde het koninkrijk Portugal een koloniaal rijk op in Zuid-Amerika, Azië en Afrika. De grootste kolonie, Brazilië, werd gevestigd in 1500 en werd in 1822 onafhankelijk. De controle over het overblijvende rijk werd overgedragen aan de Portugese Republiek tot eind 20e eeuw, toen de laatste overzeese gebieden van Portugal werden overgedragen (met name Portugees-Afrika, dat de overzeese provincies Angola, Kaapverdië en Mozambique bevatte, in 1975, en uiteindelijk Macau in 1999).

## Heersers
Oudere huis Bourgondië (1139 - 1385)
- Alfons I (1139 - 1185)
- Sancho I (1185 - 1211)
- Alfons II (1211 - 1223)
- Sancho II (1223 - 1247)
- Alfons III (1247 - 1279)
- Dionysius (1279 - 1325)
- Alfons IV (1325 - 1357)
- Peter I (1357 - 1367)
- Ferdinand I (1367 - 1383)
- Beatrix (1383 - 1385)

Huis Aviz (1385 - 1495)
- Johan I (1385 - 1433)
- Eduard (1433 - 1438)
- Alfons V (1438 - 1481)
- Johan II (1481 - 1495)

Huis Aviz-Beja (1495 - 1580)
- Emanuel I (1495 - 1525)
- Johan III (1525 - 1557)
- Sebastiaan (1557 - 1578)
- Hendrik (1578 - 1580)
- Anton (1580)

Portugees huis Habsburg (1581 - 1640)
- Filips I (1581 - 1598)
- Filips II (1598 - 1621)
- Filips III (1621 - 1640)

Huis Bragança (1640 - 1910)
- Johan IV (1640-1656)
- Alfons VI (1656 - 1683)
- Peter II (1683 - 1706)
- Johan V (1706 - 1750)
- Joseph I (1750 - 1777)
- Peter III (1777 - 1786)
- Maria I (1777 - 1816)
- Johan VI (1816 - 1826)
- Peter IV (1826)
- Maria II (1826 - 1828)
- Michael (1828 - 1834)
- Maria II (1834 - 1853)
- Peter V (1853 - 1861)
- Lodewijk I (1861 - 1889)
- Karel I (1889 - 1908)
- Emanuel II (1908 - 1910)